# ديك ماغواير
ديك ماغواير (بالإنجليزية: Deck McGuire)‏ هو لاعب كرة قاعدة أمريكي، ولد في 23 يونيو 1989 في غرينزبورو في الولايات المتحدة.

## وصلات خارجية
- ديك ماغواير على موقع دوري كرة القاعدة الرئيسي (الإنجليزية)
- ديك ماغواير على موقع دوري كوريا الجنوبية لكرة القاعدة (الإنجليزية)
- ديك ماغواير على موقعبيزبول رفرنس.كوم (الدوري الرئيسي) (الإنجليزية)
- ديك ماغواير على موقعبيزبول رفرنس.كوم (الدوري الثانوي) (الإنجليزية)
- ديك ماغواير على موقع إي إس بي إن.كوم (أم.أل.بي) (الإنجليزية)
- ديك ماغواير على موقع مشجعي الرسوم البيانية (الإنجليزية)